# Ectroma loui
Ectroma loui är en stekelart som beskrevs av Xu 2003. Ectroma loui ingår i släktet Ectroma och familjen sköldlussteklar. Inga underarter finns listade i Catalogue of Life.